# Sexualidade na Roma Antiga

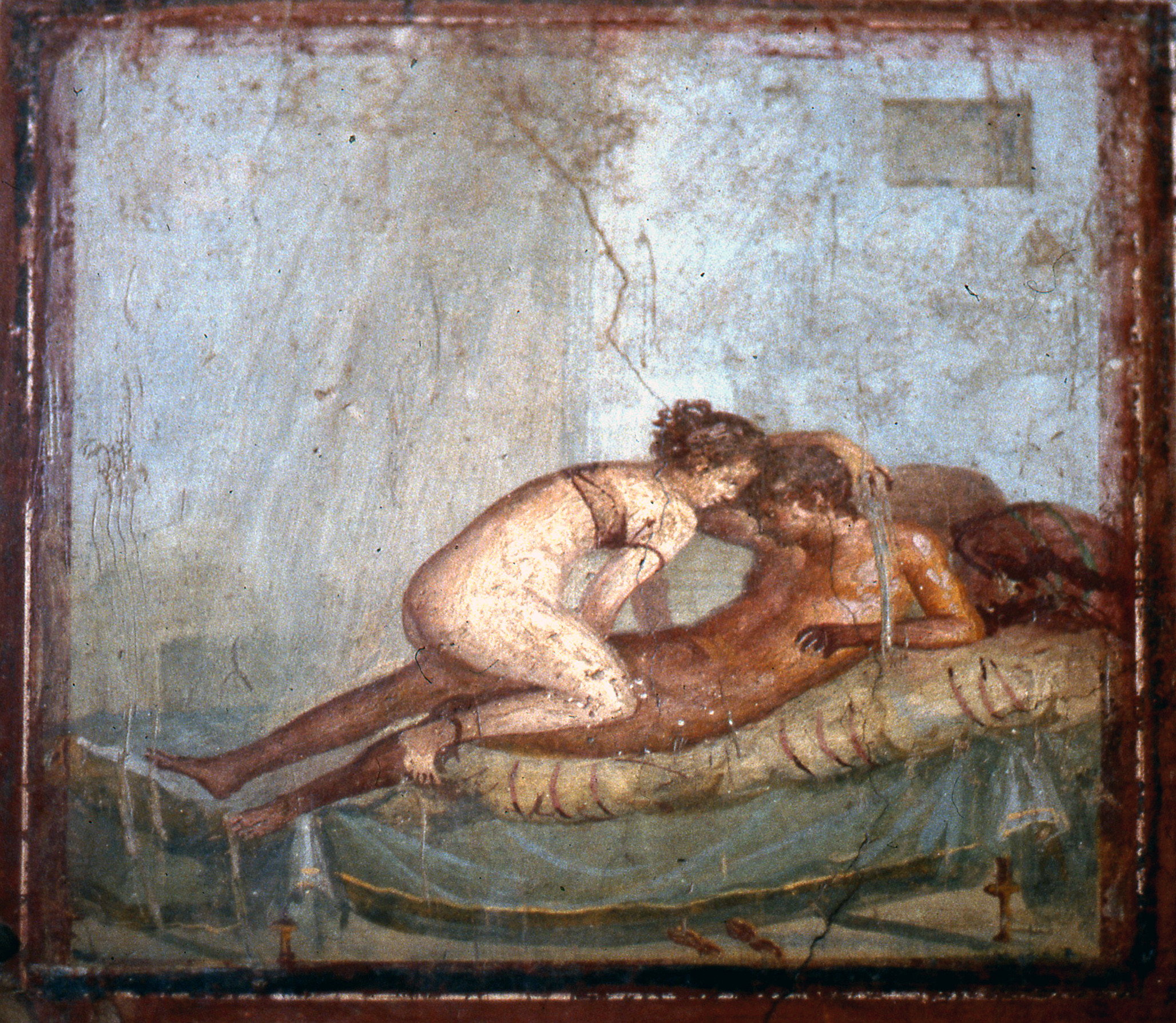
Afresco achado em Pompeia

A sexualidade na Roma Antiga é mencionada na arte, na literatura, em inscrições, e principalmente em achados arqueológicos, tais como artefatos eróticos, pinturas parietais e na arquitetura. A tradição posterior, por vezes, colocava a "prática sexual livre" como característica da antiga Roma, mas tais atitudes prática nunca obtiveram boa impressão no Ocidente desde a ascensão do cristianismo. Na imaginação popular e da cultura, tornaram-se sinônimo de libertinagem e abuso sexual.
Mas a sexualidade não foi exatamente uma preocupação da maioria dos romanos e sim as normas sociais tradicionais que afetavam a vida pública, privada e militar. Pudor e vergonha foram fatores de regulação do comportamento, como também as restrições legais sobre certas transgressões sexuais foram reguladas em ambos os períodos (Republicano e Imperial). Os censores eram funcionários públicos que determinavam a posição social dos indivíduos e serviam também para avaliar uma má conduta sexual e que tipo de comportamento deveriam adotar os cidadãos da ordem senatorial. Michel Foucault, em meados do século XX, considerou o sexo em todo o mundo greco-romano regido pela contenção e arte de administrar o prazer sexual.
A sociedade romana era patriarcal e a masculinidade baseava-se em uma capacidade para governar a si mesmo e outros de menor status, não só na guerra e na política, mas na cama também. A "Virtude" (virtus), termo relacionados pela etimologia para a palavra latina para "homem" (vir), era um ideal masculino, ativo, de auto-disciplina. O ideal era correspondente a uma mulher pudica, que frequentemente traduzido como a castidade ou modéstia, mas também uma qualidade mais positiva e até mesmo com uma conotação competitiva. As matronas, mulheres romanas das classes altas, eram criadas para serem bem educadas, de caráter forte, e firmes na manutenção de sua família na sociedade.
Algumas atitudes e comportamentos sexuais na cultura romana antiga diferem de uma maneira marcante daquelas nas sociedades ocidentais. A religião romana apoiava-se na sexualidade como um aspecto de prosperidade para o Estado, e os indivíduos podiam dirigir a prática religiosa privada ou "mágica" para melhorar a sua vida erótica ou saúde reprodutiva. A prostituição era legal, pública e generalizado. Pinturas pornográficas foram destaque entre as coleções de arte em respeitáveis famílias da classe alta.
É importante ressaltar que uma análise enganosamente rígida, com um olhar recheado de valores contemporâneos, pode obscurecer as verdadeiras expressões da sexualidade entre os romanos. Ao contrário do que se é transmitido nos dias de hoje, a sexualidade no Mundo Antigo era vista como algo positivo, representada pelos próprios deuses. Mesmo que a relevância da palavra "sexualidade" para a cultura romana tem sido contestada, na ausência de qualquer outro rótulo para a interpretação cultural da experiência erótica, o termo continua a ser usado.

## O sexo, a religião e o Estado

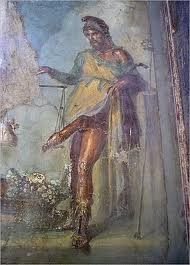
Afresco encontrado em Pompeia do deus romano Príapo, conhecido por ter seu pênis sempre ereto demonstrando a ligação da sexualidade e da religião para os romanos

Como outros aspectos da vida romana, a sexualidade foi apoiada e regulada por tradições religiosas. Tanto o culto público do Estado quanto os cultos privados convergiam para práticas religiosas e mágicas. A sexualidade era uma categoria importante do pensamento religioso romano. O complemento do masculino e feminino foi fundamental para o conceito romano de divindade. Entre os objetos religiosos, o falo sagrado sempre foi muito importante e usado pelos romanos. Em linhas gerais, ele era um símbolo apotropaico, ou seja, tinha o poder de afastar o azar e as influências maléficas, ao mesmo tempo em que simbolizava a proteção junto à ideia de fertilidade e vida.
Os sacerdotes romanos deveriam se casar e ter família. Cícero declarou que o desejo (libido) de procriar era "o canteiro da República", como era a causa da primeira forma de instituição social, o casamento. O casamento produzia filhos e, por sua vez uma "casa" (domus) para a unidade da família, que era o alicerce da vida urbana. Muitas festas religiosas romanas tinham o elemento da sexualidade. Os Lupercália, em fevereiro, comemorados até o século V da era cristã, incluíam um rito de fertilidade arcaico. Na Florália, mulheres dançavam nuas. Em certos festivais ao longo de abril, as prostitutas também participavam, com reconhecimento oficial. A associação entre a reprodução humana, a prosperidade geral e o bem-estar do Estado sempre foi encarnada pelo culto romano de Vênus, que difere de sua contraparte grega Afrodite em seu papel como mãe do povo romano através de seu filho semi-deus, Eneias.
Durante as guerras civis dos anos 80 a.C., o general Sila, prestes a invadir seu próprio país com as legiões sob seu comando, emitiu um denário representando uma Vênus coroada como sua protetora pessoal e um Cupido segurando um ramo de palma da vitória, e no reverso troféus militares que remetiam aos áugures. As divindades e as ligações de amor e desejo com o sucesso militar e a autoridade religiosa eram representadas nessas imagens ou objetos. Cupido inspirou o desejo, e o deus importado Priapo representava a luxúria bruta ou humorística; Mutuno Tutuno, equivalente latino de Priapo, promovia o sexo marital. O deus Liber supervisionava respostas fisiológicas durante a relação sexual. Quando um jovem assumia a toga viril, se tornava seu patrono - de acordo com os poetas líricos, ele deixava para trás a modéstia inocente (pudor) da infância e adquiria a liberdade sexual (libertas) para iniciar seu curso de amor.

## Os grafites de Pompeia
Para os estudos sobre sexualidade na Roma antiga, os historiadores se juntam a estudiosos de outras áreas como a Arqueologia e a Antropologia para analisar os grafites e afrescos encontrados no sítio arqueológico de Pompeia - que eram manifestações populares feitas nas paredes da cidade - devido ao fato desse tipo de fonte ser a principal disponível aos pesquisadores para os estudos dessa área.
Um aspecto importante para o estudo da sexualidade em Roma é a ligação entre sexo e religião. Um exemplo dessa ligação é a origem dos deuses, que geralmente nascem do casamento e do ato sexual entre outros deuses. Essa também é a origem dos fundadores da cidade de Roma, Rômulo e Remo, filhos da união oculta entre Reia Sílvia e o deus Marte. Um outro exemplo disso é a representação do falo, símbolo amplamente encontrado em imagens e objetos, que, na visão dos romanos, é um símbolo relacionado à fertilidade e procriação, e portanto era usado em amuletos para boa sorte e contra maus espíritos. Além disso, o ato sexual e a verbalização do mesmo também tinham conotações sagradas e de prosperidade.
Os grafites encontrados em Pompeia, cuja escavação teve o auge durante o período fascista, no qual se buscava as origens da Itália na grandiosidade da Roma antiga, tratam dos mais variados temas, como menções a práticas sexuais, declarações de amor, manifestação de ciúmes etc. Como os documentos escritos encontrados se referem mais a assuntos oficiais como política, economia e guerra, essas manifestações são as fontes disponíveis para os estudos de assuntos do cotidiano romano, como a própria sexualidade. A utilização de técnicas de outras áreas é necessário porque as imagens são representações da realidade, mas possuem signos da cultura que ela representa, possuindo diversos significados.
Esses grafites se encontram em locais públicos, nos quais qualquer um poderia vê-los. Portanto, é possível considerar a sexualidade como um fenômeno cultural não apenas restrito à esfera da vida separada, mas sim parte de todas as outras esferas como a política, religião ou a economia.
Durantes muitos anos, as análises em relação a esses grafites eram feitas a partir dos conceitos judaico-cristãos sobre sexo, que é visto como um pecado e, portanto, as imagens eram vistas até como pornografia. Devido a essa forma de percepção em relação ao sexo, muitas dessas imagens foram destruídas ou escondidas do público geral no Museu Arqueológico Nacional de Nápoles. Apenas no ano 2000 essa coleção foi reaberta, mesmo com o veto do Vaticano à apresentação de "objetos obscenos", mas apenas com agendamento prévio e acompanhamento de um guia.

## Homossexualidade em Roma

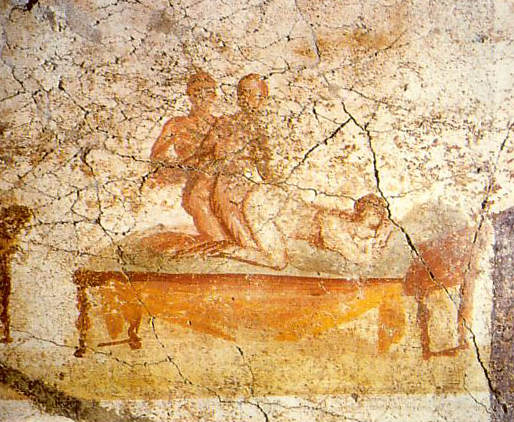
Afresco de uma relação sexual entre dois homens e uma mulher encontrada em termas em Pompeia

Considerava-se natural e normal para os homens adultos serem sexualmente atraídos por jovens de ambos os sexos, e a pederastia foi tolerada enquanto os parceiros mais jovens não eram romanos livres. "Homossexual" e "heterossexual" não formam a dicotomia primária do pensamento romano sobre a sexualidade, e nenhuma palavra latina existia para esses conceitos (ver mais abaixo).
Não havia censura moral a homens adultos que gostavam de atos sexuais com mulheres ou homens de status inferior, contanto que seus comportamentos não revelassem deficiências ou excessos, nem infringindo os direitos e prerrogativas de seus pares masculinos. Enquanto que a efeminação percebida era denunciada, especialmente na retórica política, o sexo com moderação com prostitutas ou escravos do sexo masculino não era considerado abusivo ou viciante da masculinidade, se o cidadão do sexo masculino levasse o ato ativo e não o papel de recepção. A hipersexualidade, no entanto, foi condenada moralmente e clinicamente em homens e mulheres. As mulheres são mantidas a um rigorosa código moral, e as relações homossexuais entre mulheres são pouco conhecidas, mas a sexualidade das mulheres é diversamente celebrada ou insultada em toda a literatura latina. Em geral, os romanos tinham categorias de gênero mais flexíveis do que os antigos gregos.
Segundo o autor Pedro Paulo Funari, para os romanos, as relações homossexuais - conhecidas em Roma como "amor grego" - eram aceitas desde que fosse entre um aristocrata e o seu escravo. No entanto, essa prática não era aceita entre dois cidadãos romanos. A diferença entre a visão dos gregos e dos romanos sobre a homossexualidade é que para os gregos haveria um cárater "pedagógico" na relação entre o homem mais velho (mestre) e o mais novo (aprendiz), como enunciado no diálogo Banquete de Platão.
Existe uma interpretação na qual o homem deve apenas penetrar e não ser penetrado, mas isso é relativo, pois há exemplos como Caio Júlio César que era conhecido por ser "esposa de todos os homens e marido de todas as mulheres". Segundo Funari, os romanos condenavam o ato de se vestir como alguém de outro sexo, e não as relações homossexuais.

## Literatura erótica e Arte
A Literatura latina antiga com relação à sexualidade na Roma antiga se reporta praticamente a quatro categorias: textos jurídicos; textos médicos; poesia e discurso político. As formas de expressão com menor prestígio cultural na Antiguidade seriam a comédia, sátira, poesias amorosas, os grafites nas paredes, magias, inscrições e decoração de interiores, e essas categorias têm mais a dizer sobre sexo do que aquelas consideradas superiores, como a épica e a tragédia. Informações sobre a vida sexual dos romanos estão espalhadas na historiografia, oratória, filosofia e escritos sobre medicina, agricultura e outros tópicos técnicos.

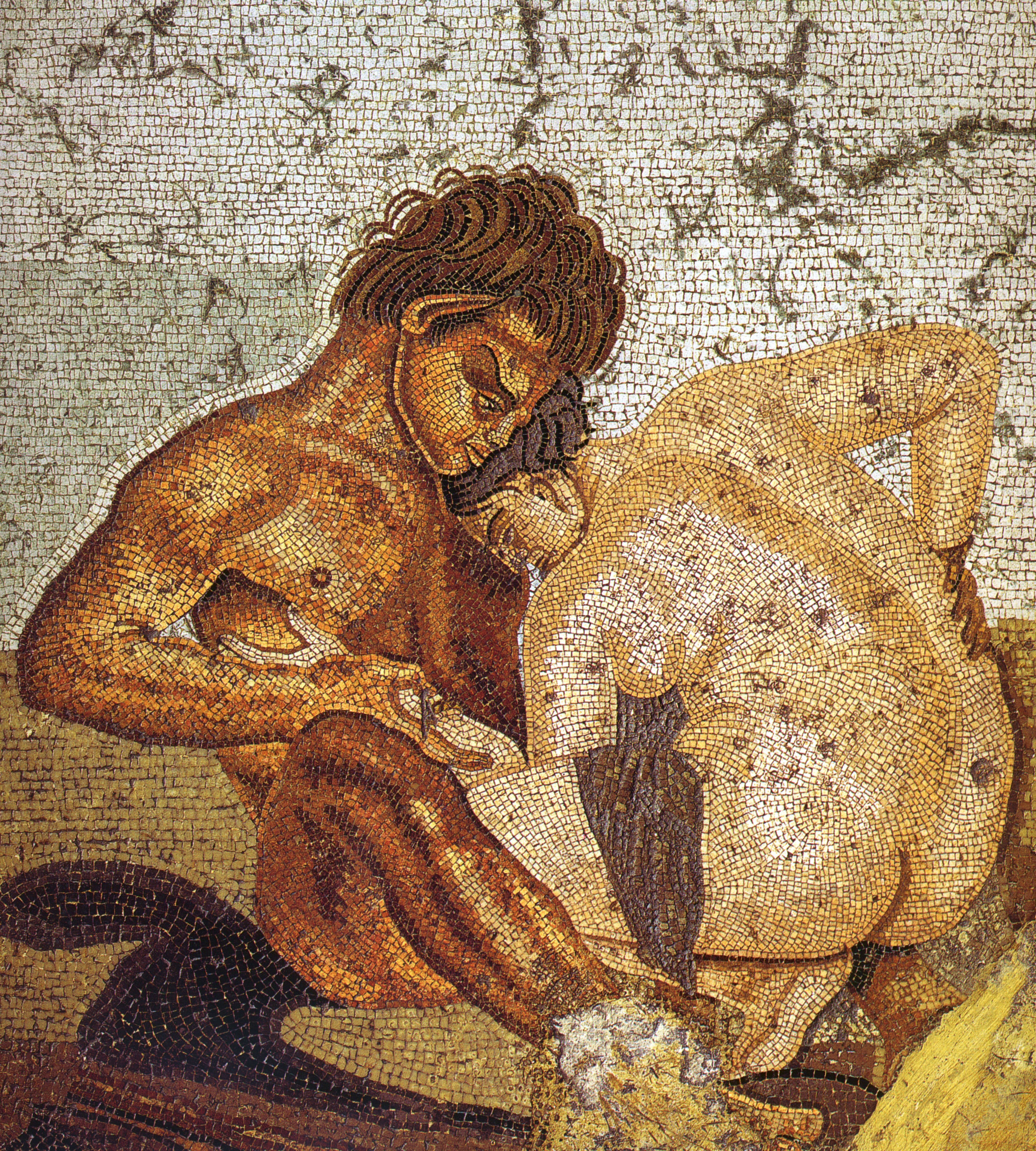
Sátiro e Ninfa, símbolo mitológicos da sexualidade em um mosaico de um quarto em Pompeia.

Os principais autores latinos cujas obras contribuem significativamente para a compreensão da sexualidade romana incluem os esquetes cotidianos do dramaturgo Plauto (morreu em 184 a.C.), que geralmente giram em torno de sexo e comédias de jovens amantes separados pelas circunstâncias; o estadista e moralista Catão, o Velho (morreu em 149 a.C.), que oferece vislumbres da sexualidade dos romanos que mais tarde serão considerados como tendo altos padrões morais; o poeta Lucrécio (morreu aprox. em 55 a.C.), que apresenta um tratamento mais amplo da sexualidade epicurista em sua obra filosófica; Catulo (aprox. 50 a.C.), cujos poemas exploram uma gama de experiência erótica perto do final da República, do romantismo delicado para um sexo brutalmente obsceno; Cícero (morreu em 43 a.C.), com discursos de tribunal que frequentemente atacam a conduta sexual da oposição e as cartas salpicadas com fofocas sobre a elite de Roma; os poetas augustanos Propércio e Tibulo, que revelam atitudes sociais em descrever casos de amor com amantes; Ovídio (morreu em 17 d.C.), especialmente com suas obras "Relacionamentos Amorosos" (Amores) a "Arte do Amor" (Ars amatoria), que segundo a tradição contribuíram para a decisão de Augusto de exilar o poeta, e seu épico, as Metamorfoses, que apresentam uma vasta temática sexual, com ênfase em estupro, através das lentes da mitologia; o poeta epigramático Marcial (morreu em 102 ou 104), cujas observações da sociedade estão com atitudes de sexo explícito; o satirista Juvenal (morreu no início do século II), que esbravejava contra os costumes sexuais do seu tempo.
A arte erótica, especialmente as preservadas em Pompeia e Herculano, é uma rica e inequívoca fonte. Algumas imagens contradizem as preferências sexuais mostradas em fontes literárias e podem ter a intenção de provocar riso ou desafio para atitudes convencionais. Objetos cotidianos como espelhos e vasos podem ser decorados com cenas eróticas. Pinturas eróticas foram encontradas nas casas mais respeitáveis da nobreza romana. A arte erótica em sua configuração arquitetônica também pode ser vista em Roma. Vênus carregada de erotismo aparece entre várias imagens. A decoração de um quarto romano poderia refletir (literalmente) a sua utilização sexual. No século II, há um “boom” nos textos sobre sexo em grego e latim, junto com romances. No século III, como o Cristianismo se tornou institucionalizado, os Padres da Igreja, como Tertuliano e Clemente de Alexandria debateram a legitimidade do sexo conjugal para procriação em relação a um ideal de celibato.

## Conceitos morais e legais

Um casal no fundo de um espelho de bronze (ca. 70–90)

### Castitas
A palavra latina castitas , da qual a "castidade" em português se deriva, é um substantivo abstrato que denota "uma pureza moral e física geralmente em um contexto especificamente religioso", que geralmente se refere à castidade sexual. O adjetivo relacionado castus (feminino casta, neutro castum), "pura", pode ser usado para lugares e objetos, bem como pessoas; pudicus ("casto, modesto") é usado como um adjetivo que descreve uma pessoa que é sexualmente moral. A deusa Ceres estava ligada com ambos os rituais e à castitas sexual, e os rituais realizados em sua honra, como parte da procissão do casamento romano, que era associada à pureza da noiva; Ceres também incorporava a maternidade. A deusa Vesta era a divindade principal do panteão romano associada a castidade.

### Stuprum
No discurso jurídico e moral latino, stuprum é a relação sexual ilícita, traduzível como "libertinagem criminal"  ou "crime sexual". Stuprum engloba diversos crimes sexuais, incluindo incesto, estupro ("relações sexuais ilegais pela força") e adultério. Na Roma antiga, stuprum era um ato vergonhoso em geral, ou qualquer desgraça pública, incluindo mas não limitado a sexo ilícito. A proteção contra a má conduta sexual estava entre os direitos legais que distinguiam o cidadão do não-cidadão.

### Raptus
Na lei romana, o rapto tinha mais o significado de "sequestro" do que de "estupro" - vide o relato mítico do rapto das Sabinas quando da fundação de Roma. O rapto de uma jovem solteira da família de seu pai em algumas circunstâncias era considerado a partir da fuga do casal, quando não havia a permissão do pai para se casar. O estupro foi mais frequentemente expresso como stuprum, que significava que era cometido através da violência ou coação. Quando as leis relativas à violência foram codificadas, no fim da República, o raptus ad stuprum, "rapto com o propósito de cometer um crime sexual", surgiu como uma distinção legal.

## Cura e magia

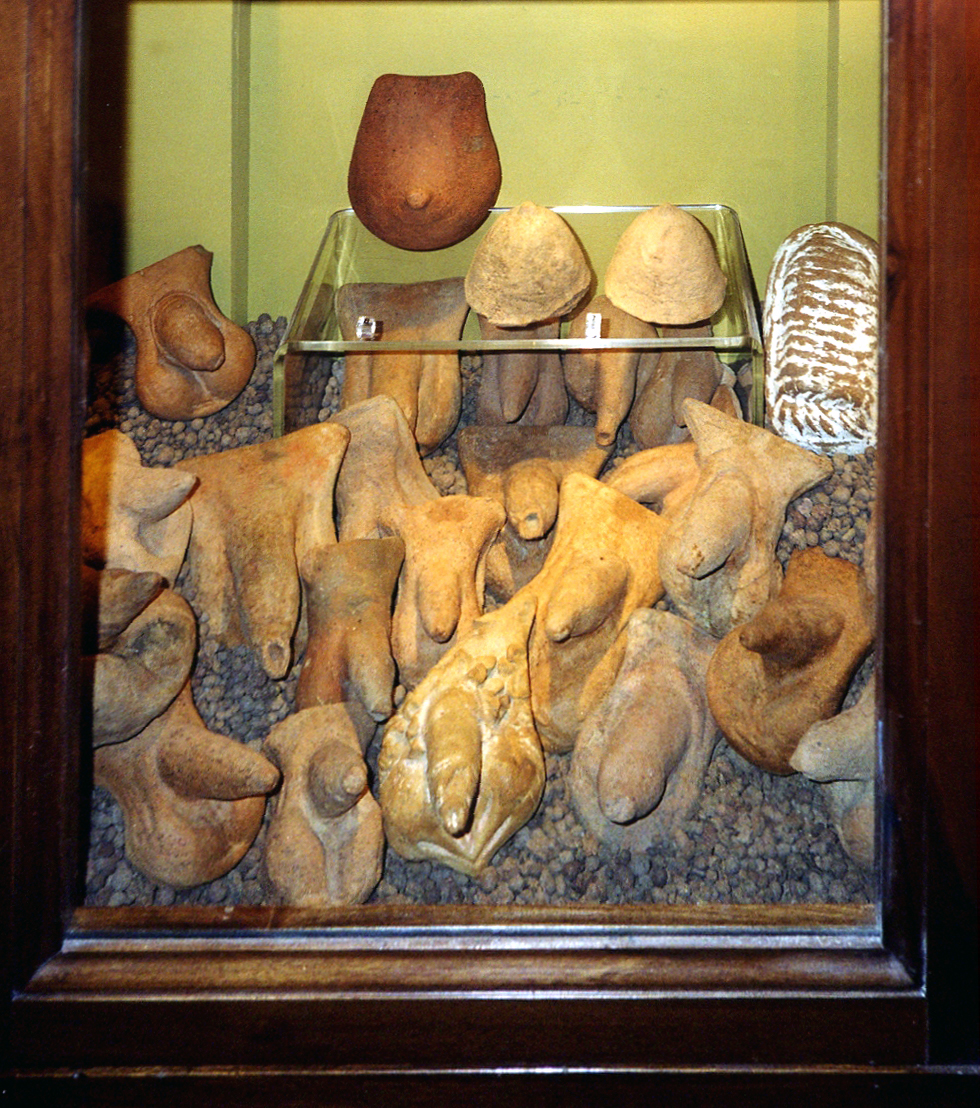
Oferendas votivas em Pompeia com representações de seios e pênis

As oferendas votivas são aquelas ofertas que não são de comida ou bebida, ou seja, que não se deterioram. Exemplos de ofertas votivas são estátuas, vestidos, danças, templos, hinos, músicas e meditações. Normalmente as oferendas votivas são feitas em agradecimento por algo, como a resposta a um pedido ou para afastar algum mal. Podem também fazer parte integral de alguns algumas estatuetas que se ofereciam a Asclépio. Asclépio, no panteão grego ou Esculápio, no romano, é o principal deus da Medicina, representando a parte do corpo que necessitava de cura.
A ajuda divina pode ser procurada em rituais religiosos privados, juntamente com tratamentos médicos para melhorar a fertilidade ou para curar doenças dos órgãos reprodutores. Oferendas votivas, ex votos, em forma de seios e pênis foram encontrados em santuários de cura.
Um ritual privado em algumas circunstâncias podia ser considerado "mágico", uma categoria indistinta na antiguidade. Os Papiros Mágicos Gregos, uma coleção de textos mágicos sincrética do período romano do Egito, contém feitiços de amor e muitos que indicam "que havia um mercado muito grande em magia erótica no período romano", servidos por sacerdotes que colocavam a serviço sua autoridade religiosa. Canídia, uma bruxa descrita por Horácio no Epodo 17, realizava um feitiço usando uma efígie feminina para dominar um boneco menor do sexo masculino.
Afrodisíacos, anafrodisíacos, contraceptivos e abortivos foram preservados tanto em manuais de medicina quanto em textos mágicos. Em seu livro de 33 medicamentos, Marcelo Empírico, um contemporâneo de Ausônio (séculos IV e V),  recolheu mais de 70 medicamentos relacionados com tratamentos para tumores e lesões nos testículos e pênis, como por exemplo testículos que não desceram, disfunção erétil e hidrocele.

"Há uma erva chamada Nymphaea em grego. Sua raiz, bate-se uma pasta e coloca-se em vinagre durante dez dias consecutivos: esse processo tem o efeito surpreendente de transformar um menino em um eunuco."

Marcelo também registra que as ervas podiam ser usadas para induzir a menstruação ou para limpar o útero após o parto ou aborto. Outras fontes de remédios, como o revestimento do pênis com uma mistura de mel e pimenta para se obter uma ereção ou ferver os genitais de um jumento em petróleo, podiam ser usados como pomada.

## Teorias antigas sobre a sexualidade

### Epicurismo

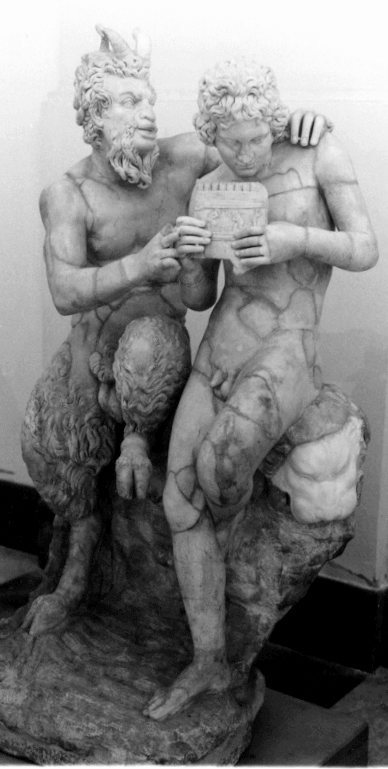
Pã ensinando Dáfnis a tocar a flauta de pã. Cópia de mármore, Romana depois de um original grego dos Collezione Farnese, Museu Arqueológico de Nápoles (inv. 6329). H. 1,58 m (5 pés 2 pol).

O quarto livro da obra "Sobre a Natureza das Coisas" (De Rerum Natura'), de Lucrécio, oferece uma das passagens mais extensas sobre a sexualidade humana na literatura latina. Lucrécio foi contemporâneo de Catulo e Cícero, em meados dos século I a.C. Ele descreve que o bem supremo é o prazer, definido como a ausência de dor física e sofrimento emocional. Oepicurista procura satisfazer seus desejos com o mínimo dispêndio de paixão e esforço. Os desejos são classificados como aqueles que são naturais e necessários, tais como fome e sede, aqueles que são naturais, mas desnecessários, tais como sexo e aqueles que não são nem naturais, nem necessários, incluindo o desejo de governar sobre os outros e se glorificar a si mesmo. É nesse contexto que Lucrécio apresenta sua análise sobre o amor e o desejo sexual, o que contraria o ethos erótico de Catulo e influencia os poetas do amor do período de Augusto.
Lucrécio trata do desejo masculino, do prazer sexual feminino, da hereditariedade e da infertilidade como outros aspectos da fisiologia sexual. Na visão epicurista, a sexualidade surge de uma forma impessoal com causas físicas, sem a influência divina ou sobrenatural. O início da maturidade física gera sêmen, e sonhos molhados ocorrem quando o instinto sexual se desenvolve. A percepção sensorial, especificamente com a visão de um belo corpo, provoca o movimento de sêmen na genitália que vai em direção ao objeto de desejo. O ingurgitamento dos genitais cria um desejo de ejacular, juntamente com a antecipação do prazer. A resposta do corpo à atratividade física é automática, e nem o caráter da pessoa desejada, nem de sua escolha própria são fatores predominantes. Com uma combinação de imparcialidade científica e humor irônico, Lucrécio trata o desejo sexual humano como um cupido, "desejo irracional", comparando a ejaculação como uma resposta fisiológica, como a do sangue jorrando de uma ferida. O amor seria meramente uma elaboração da postura cultural que obscurece uma condição glandular; o prazer sexual, assim como a vida, está contaminado pelo medo da morte.  Lucrécio está escrevendo principalmente para um público masculino, e assume que o amor é uma paixão masculina, dirigida a qualquer um, meninos ou mulheres. O desejo masculino é visto como patológico, frustrante e violento. Lucrécio, no entanto, expressa uma visão menos negativa da sexualidade feminina: enquanto os homens são movidos por expectativas que não são naturais ao praticar sexo unilateral e desesperado, as mulheres atuam em um instinto puramente animal em direção à afeição que leva à satisfação mútua.
Tendo analisado o ato sexual, Lucrécio, em seguida, considera a concepção, que em termos modernos seria chamado de genética. Tanto o homem quanto a mulher, diz ele, produzem fluidos genitais, que em um ato procriativo de sucesso se misturam e a criança será gerada. As características da criança são formadas pelas proporções relativas da "semente" da mãe para o pai. Uma criança que mais se assemelha à mãe nasce quando a semente do sexo feminino domina o do masculino, e vice-versa. Quando nem semente do macho nem da fêmea domina, a criança terá traços da mãe e do pai uniformes. A infertilidade ocorre quando os dois parceiros não conseguem fazer um jogo satisfatório de sua descendência depois de várias tentativas, e a explicação para a infertilidade é fisiológica e racional, e não tem nada a ver com os deuses. A transferência da "semente" genital, semina, está em consonância com a física epicurista.
A finalidade de Lucrécio era corrigir a ignorância e dar o conhecimento necessário para gerenciar a vida sexual de forma racional. Ele distingue entre o prazer e a concepção como objetivos da cópula. Ambos são legítimos, mas exigem abordagens diferentes. Ele recomenda sexo casual como uma forma de liberar a tensão sexual, sem se tornar obcecado com um único objeto do desejo; uma prostituta comum, deve ser usada como um substituto. Sexo sem apego apaixonado produz uma forma superior de prazer, livre de incerteza, frenesi e perturbação mental. Lucrécio chama de venus esta forma de prazer sexual, em contraste com o prazer apaixonado, amor. O melhor sexo é o de animais felizes, ou dos deuses. Lucrécio combina uma desconfiança epicurista do sexo como uma ameaça à paz de espírito com os valores culturais romanos, colocando a sexualidade como um aspecto da vida matrimonial e familiar. Retratado como um homem epicurista em um casamento tranquilo e amigável e com uma boa mulher, mas caseira, Lucrécio reage contra a tendência romana de mostrar o sexo ostensivamente, como na arte erótica, e rejeita o agressivo, o modelo Priapo da sexualidade estimulada por apelo visual.